# Bassanne
Pour l’article homonyme, voir Bassanne (rivière).
Bassanne est une commune du Sud-Ouest de la France, située dans le département de la Gironde en région Nouvelle-Aquitaine.
Les habitants en sont les Bassannais.

## Géographie

### Localisation
La commune de Bassanne se situe au sud (rive gauche) de la Garonne sans toutefois la longer, à 73 km au sud-est de Bordeaux, chef-lieu du département, à 16 km à l'est de Langon, chef-lieu d'arrondissement, et à 10 km au nord-est d'Auros, ancien chef-lieu de canton.

### Communes limitrophes
Les communes limitrophes en sont Floudès au nord-est, Puybarban à l'est, Pondaurat au sud, Castets et Castillon au sud-ouest et Barie au nord-ouest.
| Barie                |           | Floudès   |
|                      | Bassanne  | Puybarban |
| Castets et Castillon | Pondaurat |           |

### Hydrographie
La partie sud de la commune est traversée par le canal de Garonne.
À l'exception de la zone au sud du canal, le territoire communal, à l'instar des communes environnantes sises entre Garonne et canal de Garonne, est quasiment plat. Il est classé en zone rouge dans le cadre du plan de prévention du risque inondation (PPRI). Des digues de protection contre les crues de la Garonne le sillonnent.

### Climat
Pour des articles plus généraux, voir Climat de la Nouvelle-Aquitaine et Climat de la Gironde.
Historiquement, la commune est exposée à un climat océanique aquitain.  
En 2020, Météo-France publie une typologie des climats de la France métropolitaine dans laquelle la commune est exposée à un climat océanique et est dans la région climatique  Aquitaine, Gascogne, caractérisée par une pluviométrie abondante au printemps, modérée en automne, un faible ensoleillement au printemps, un été chaud (19,5 °C), des vents faibles, des brouillards fréquents en automne et en hiver et des orages fréquents en été (15 à 20 jours).
Pour la période 1971-2000, la température annuelle moyenne est de 12,8 °C, avec une amplitude thermique annuelle de 14,9 °C. Le cumul annuel moyen de précipitations est de 825 mm, avec 11,3 jours de précipitations en janvier et 6,6 jours en juillet. Pour la période 1991-2020, la température moyenne annuelle observée sur la station météorologique la plus proche, située sur la commune de Saint-Sulpice-de-Pommiers à 13 km à vol d'oiseau, est de 13,8 °C et le cumul annuel moyen de précipitations est de 764,8 mm,. Pour l'avenir, les paramètres climatiques de la commune estimés pour 2050 selon différents scénarios d’émission de gaz à effet de serre sont consultables sur un site dédié publié par Météo-France en novembre 2022.

## Urbanisme

### Typologie
Au 1er janvier 2024, Bassanne est catégorisée commune rurale à habitat dispersé, selon la nouvelle grille communale de densité à sept niveaux définie par l'Insee en 2022.
Elle est située hors unité urbaine. Par ailleurs la commune fait partie de l'aire d'attraction de La Réole, dont elle est une commune de la couronne,. Cette aire, qui regroupe 20 communes, est catégorisée dans les aires de moins de 50 000 habitants,.

### Occupation des sols

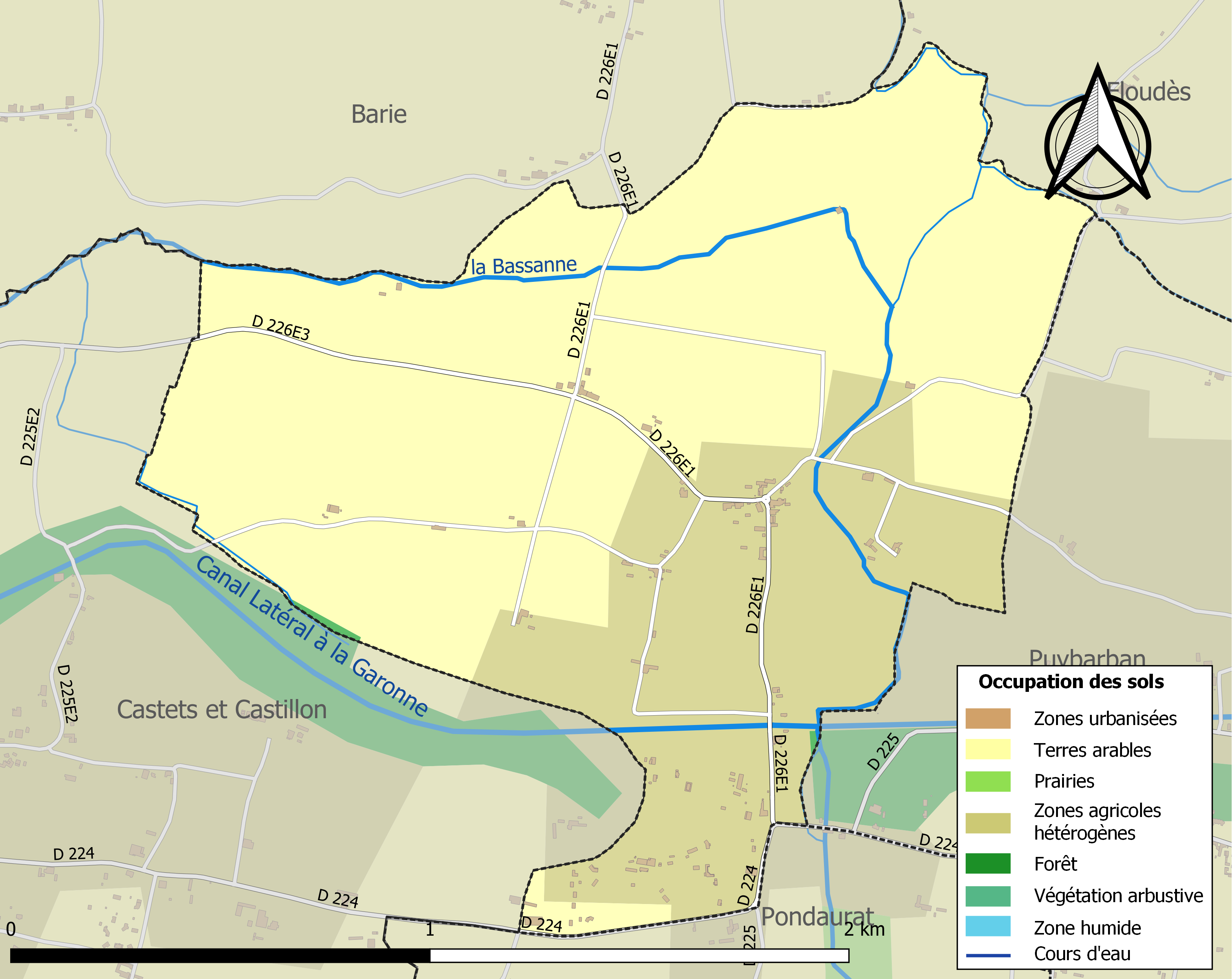
Carte des infrastructures et de l'occupation des sols de la commune en 2018 (CLC).

L'occupation des sols de la commune, telle qu'elle ressort de la base de données européenne d’occupation biophysique des sols Corine Land Cover (CLC), est marquée par l'importance des territoires agricoles (99,9 % en 2018), une proportion identique à celle de 1990 (99,9 %). La répartition détaillée en 2018 est la suivante : 
terres arables (68,1 %), zones agricoles hétérogènes (31,9 %), forêts (0,1 %). L'évolution de l’occupation des sols de la commune et de ses infrastructures peut être observée sur les différentes représentations cartographiques du territoire : la carte de Cassini (XVIIIe siècle), la carte d'état-major (1820-1866) et les cartes ou photos aériennes de l'IGN pour la période actuelle (1950 à aujourd'hui).

### Risques majeurs
Le territoire de la commune de Bassanne est vulnérable à différents aléas naturels : météorologiques (tempête, orage, neige, grand froid, canicule ou sécheresse), inondations et séisme (sismicité très faible). Un site publié par le BRGM permet d'évaluer simplement et rapidement les risques d'un bien localisé soit par son adresse soit par le numéro de sa parcelle.
Certaines parties du territoire communal sont susceptibles d’être affectées par le risque d’inondation par débordement de cours d'eau, notamment le canal Latéral à la Garonne et la Bassanne. La commune a été reconnue en état de catastrophe naturelle au titre des dommages causés par les inondations et coulées de boue survenues en 1982, 1999, 2009, 2020 et 2021,.

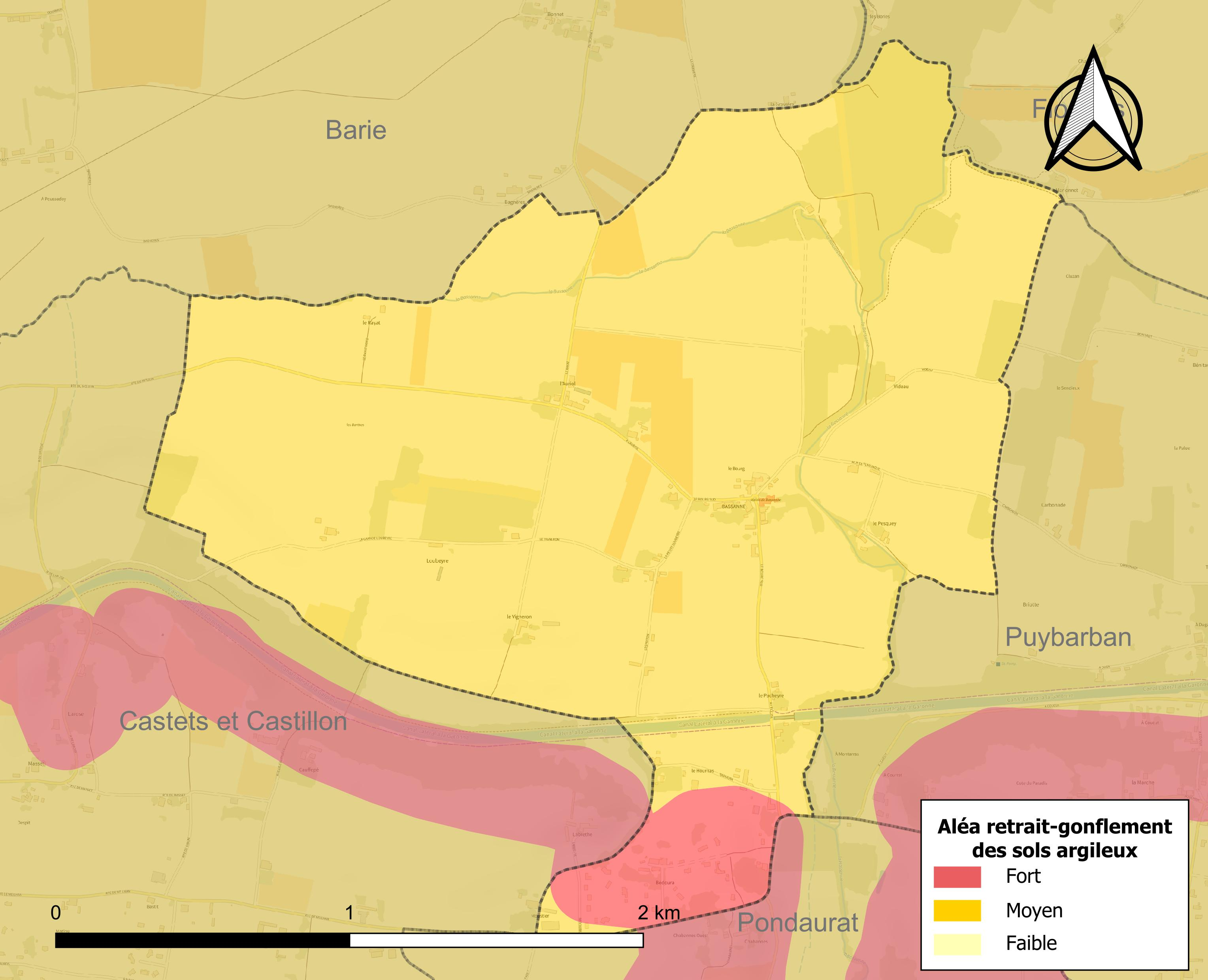
Carte des zones d'aléa retrait-gonflement des sols argileux de Bassanne.

Le retrait-gonflement des sols argileux est susceptible d'engendrer des dommages importants aux bâtiments en cas d’alternance de périodes de sécheresse et de pluie. La totalité de la commune est en aléa moyen ou fort (67,4 % au niveau départemental et 48,5 % au niveau national). Sur les 53 bâtiments dénombrés sur la commune en 2019, 53 sont en aléa moyen ou fort, soit 100 %, à comparer aux 84 % au niveau départemental et 54 % au niveau national. Une cartographie de l'exposition du territoire national au retrait gonflement des sols argileux est disponible sur le site du BRGM,.
Par ailleurs, afin de mieux appréhender le risque d’affaissement de terrain, l'inventaire national des cavités souterraines permet de localiser celles situées sur la commune.
Concernant les mouvements de terrains, la commune a été reconnue en état de catastrophe naturelle au titre des dommages causés par des mouvements de terrain en 1999.

## Toponymie
Le village tient son nom de la Bassanne qui le traverse.

## Histoire
À la Révolution, la paroisse Saint-Pierre de Bassanne forme la commune de Bassanne.

## Politique et administration
| Période                                  | Période  | Identité         | Étiquette | Qualité |
| ---------------------------------------- | -------- | ---------------- | --------- | ------- |
| Les données manquantes sont à compléter. |          |                  |           |         |
| mars 2001                                | 2014     | Gérard Loubet    |           |         |
| mars 2014                                | En cours | Richard Gauthier |           | Ouvrier |

### Communauté de communes
Le 1er janvier 2014, la Communauté de communes du Pays d'Auros ayant été supprimée, la commune de Bassanne s'est retrouvée intégrée à la Communauté de communes du Réolais en Sud Gironde siégeant à La Réole.

## Démographie
| 1793 | 1800 | 1806 | 1821 | 1831 | 1836 | 1841 | 1846 | 1851 |
| ---- | ---- | ---- | ---- | ---- | ---- | ---- | ---- | ---- |
| 188  | 177  | 193  | 186  | 188  | 183  | 184  | 197  | 192  |

| 1856 | 1861 | 1866 | 1872 | 1876 | 1881 | 1886 | 1891 | 1896 |
| ---- | ---- | ---- | ---- | ---- | ---- | ---- | ---- | ---- |
| 192  | 192  | 205  | 190  | 176  | 176  | 165  | 164  | 164  |

| 1901 | 1906 | 1911 | 1921 | 1926 | 1931 | 1936 | 1946 | 1954 |
| ---- | ---- | ---- | ---- | ---- | ---- | ---- | ---- | ---- |
| 165  | 164  | 172  | 155  | 147  | 139  | 148  | 147  | 147  |

| 1962 | 1968 | 1975 | 1982 | 1990 | 1999 | 2006 | 2011 | 2016 |
| ---- | ---- | ---- | ---- | ---- | ---- | ---- | ---- | ---- |
| 136  | 113  | 104  | 104  | 92   | 87   | 82   | 95   | 120  |

| 2021 | 2022 | - | - | - | - | - | - | - |
| ---- | ---- | - | - | - | - | - | - | - |
| 131  | 131  | - | - | - | - | - | - | - |

## Lieux et monuments
- L'église Saint-Pierre de style roman a été remaniée au XVIe siècle.
- Le moulin fortifié de Piis, situé sur l'ancien cours de la Bassanne, date du XIIIe siècle : « ... le moulin existait avant 1234 puisqu'à cette date, comme en témoignent des archives, Guillaume Raymond de Piis avait acheté le fief de Puybarban avec son moulin dans la paroisse de Bassanne... »[24]. Il a été notablement restauré entre 1999 et 2002.
- Sur le canal de Garonne, se situe l'écluse no 50 dite écluse du pont de Bassanne.

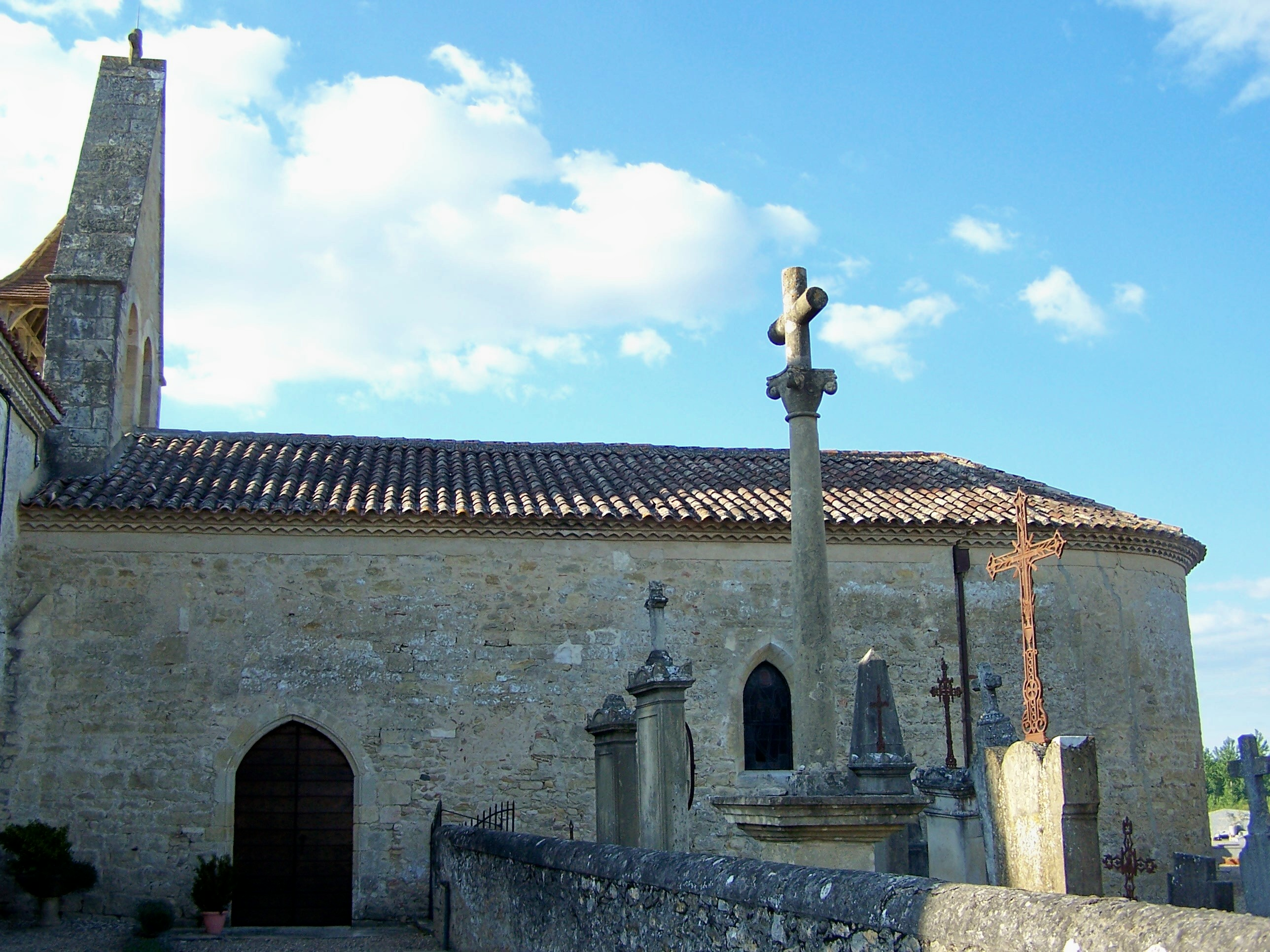
L'église Saint-Pierre, façade sud (juin 2009)
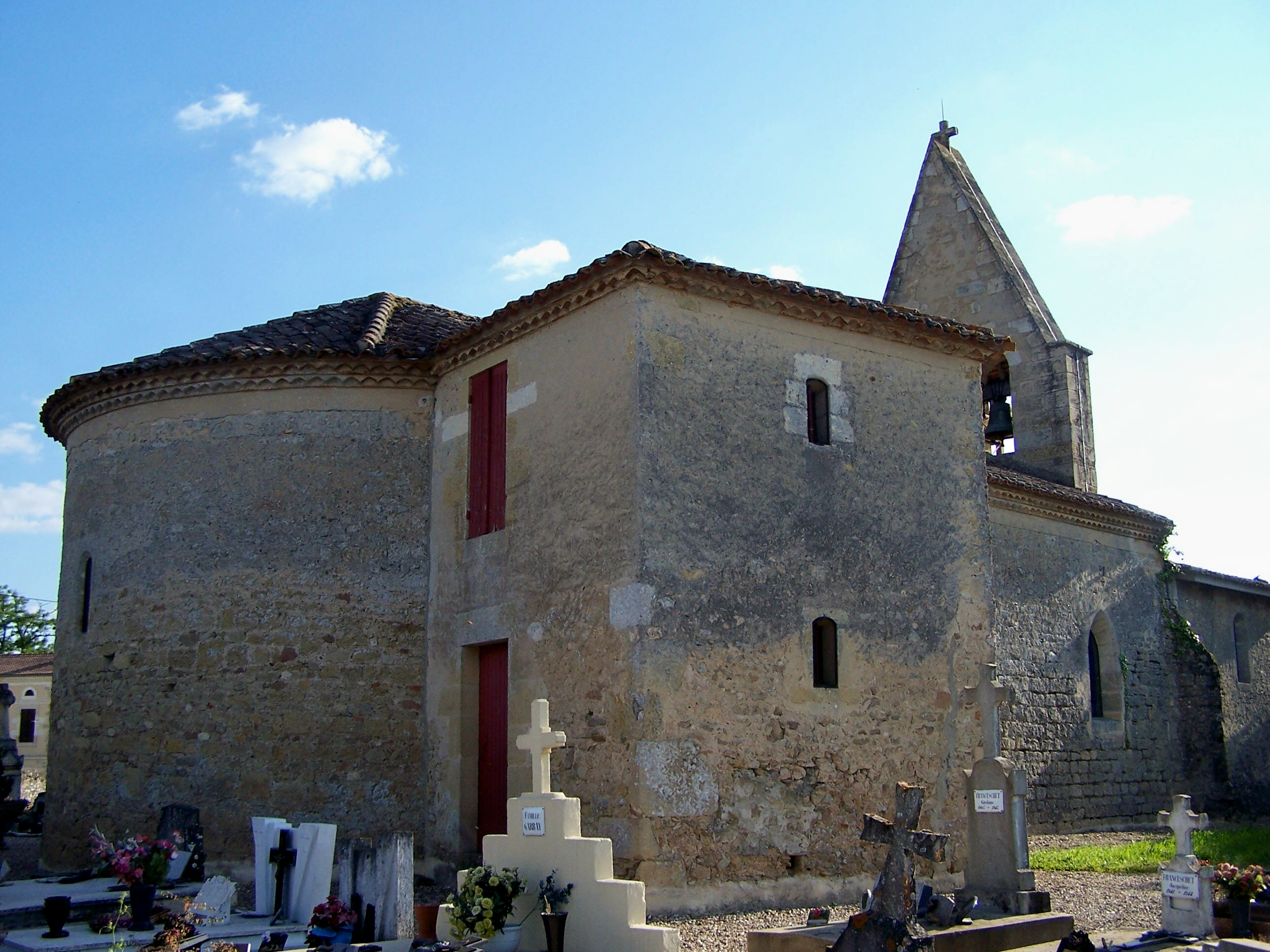
Le chevet de l'église, côté est (juin 2009)
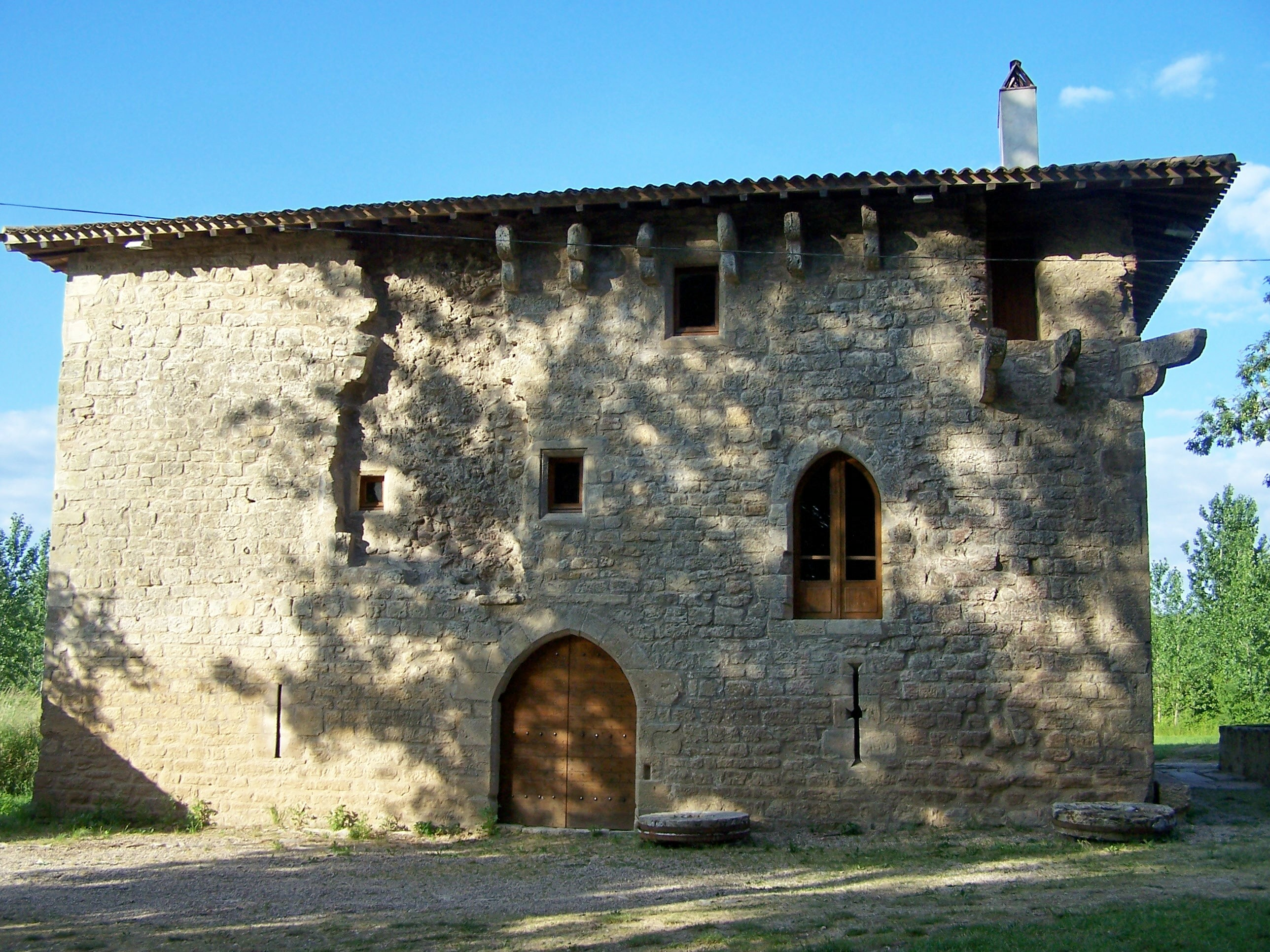
Le moulin de Piis, côté ouest (juin 2009)
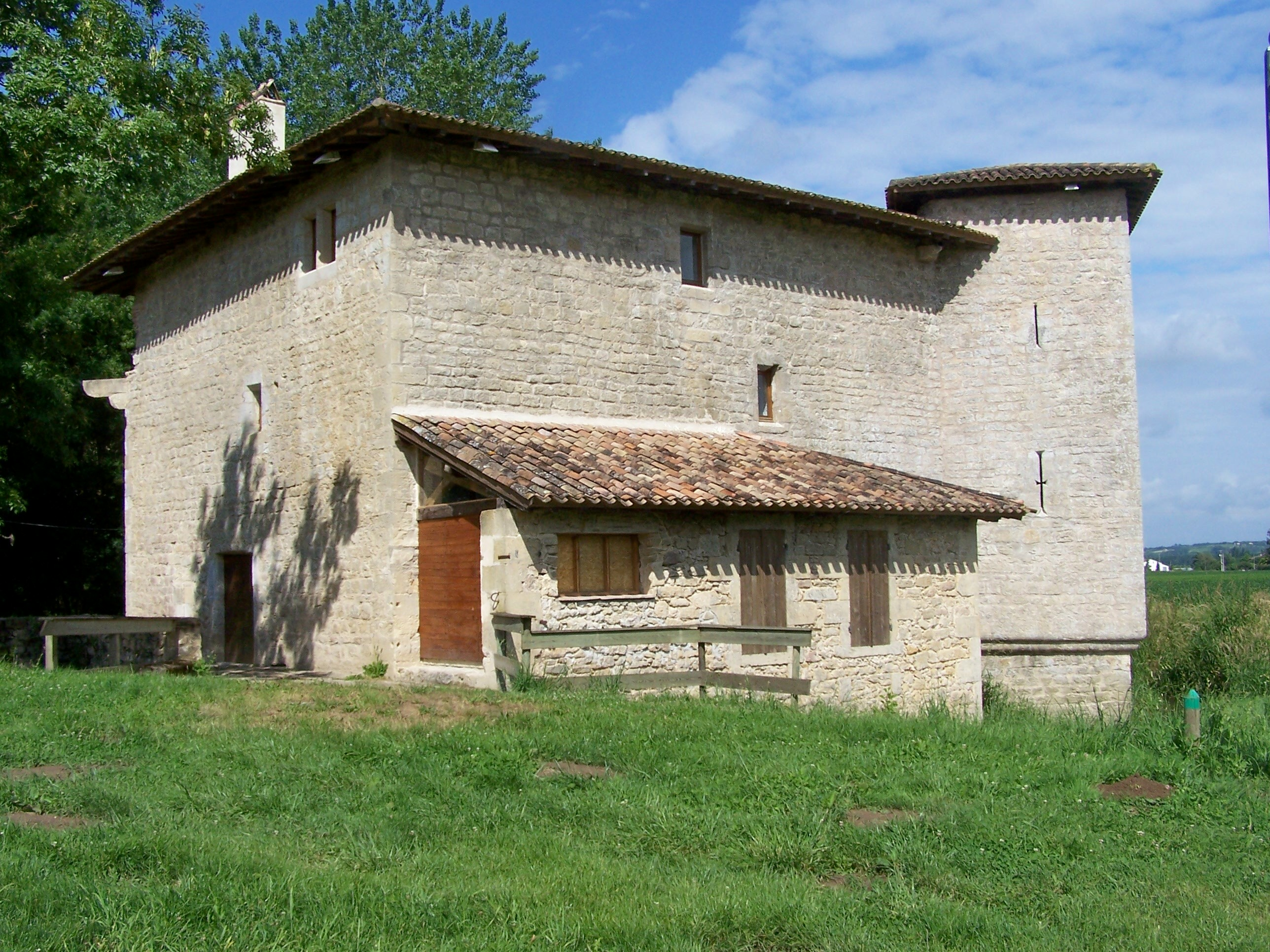
Le moulin de Piis, côté est (juin 2009)
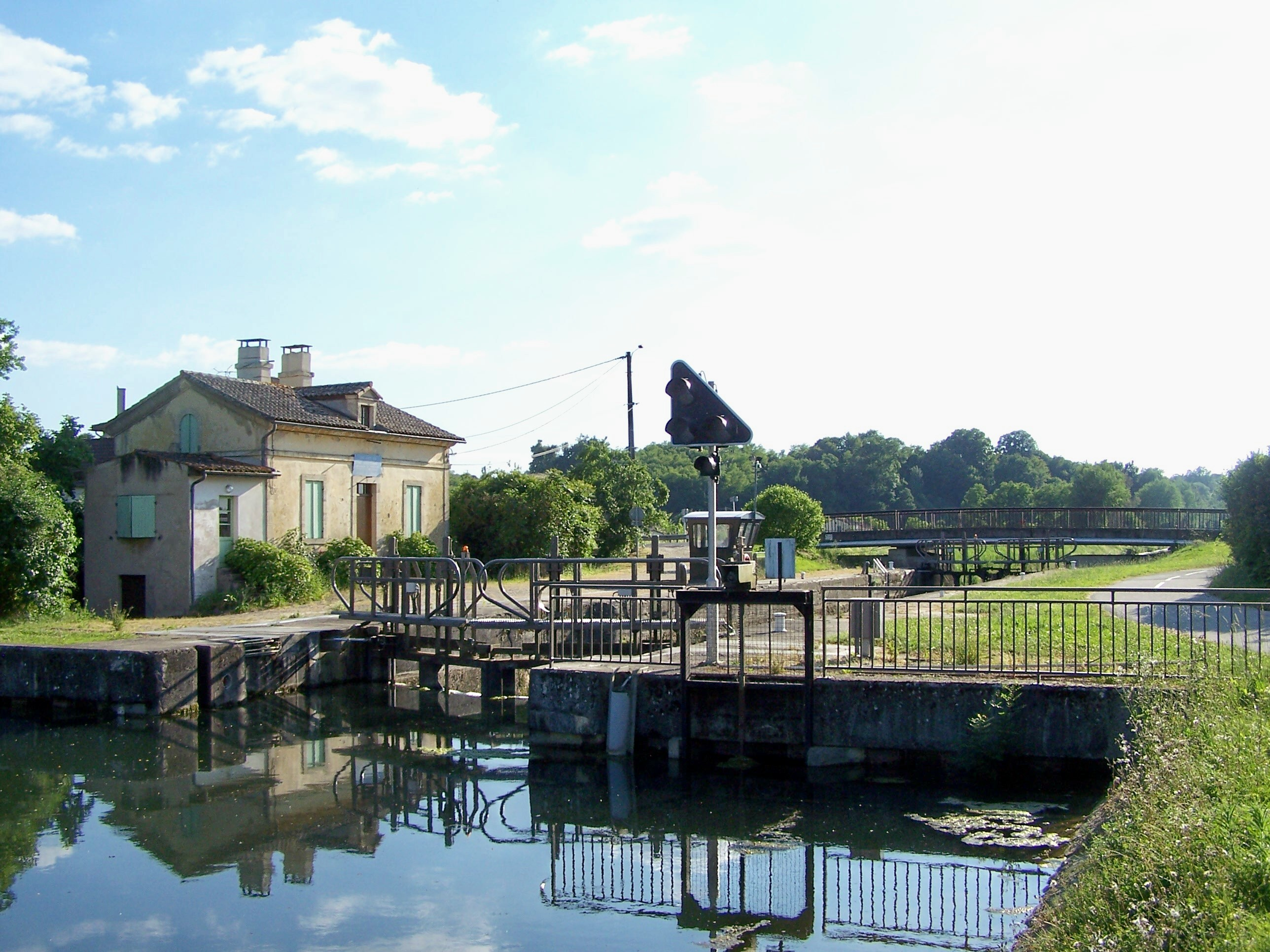
Vue d'ensemble de l'écluse (juin 2009)
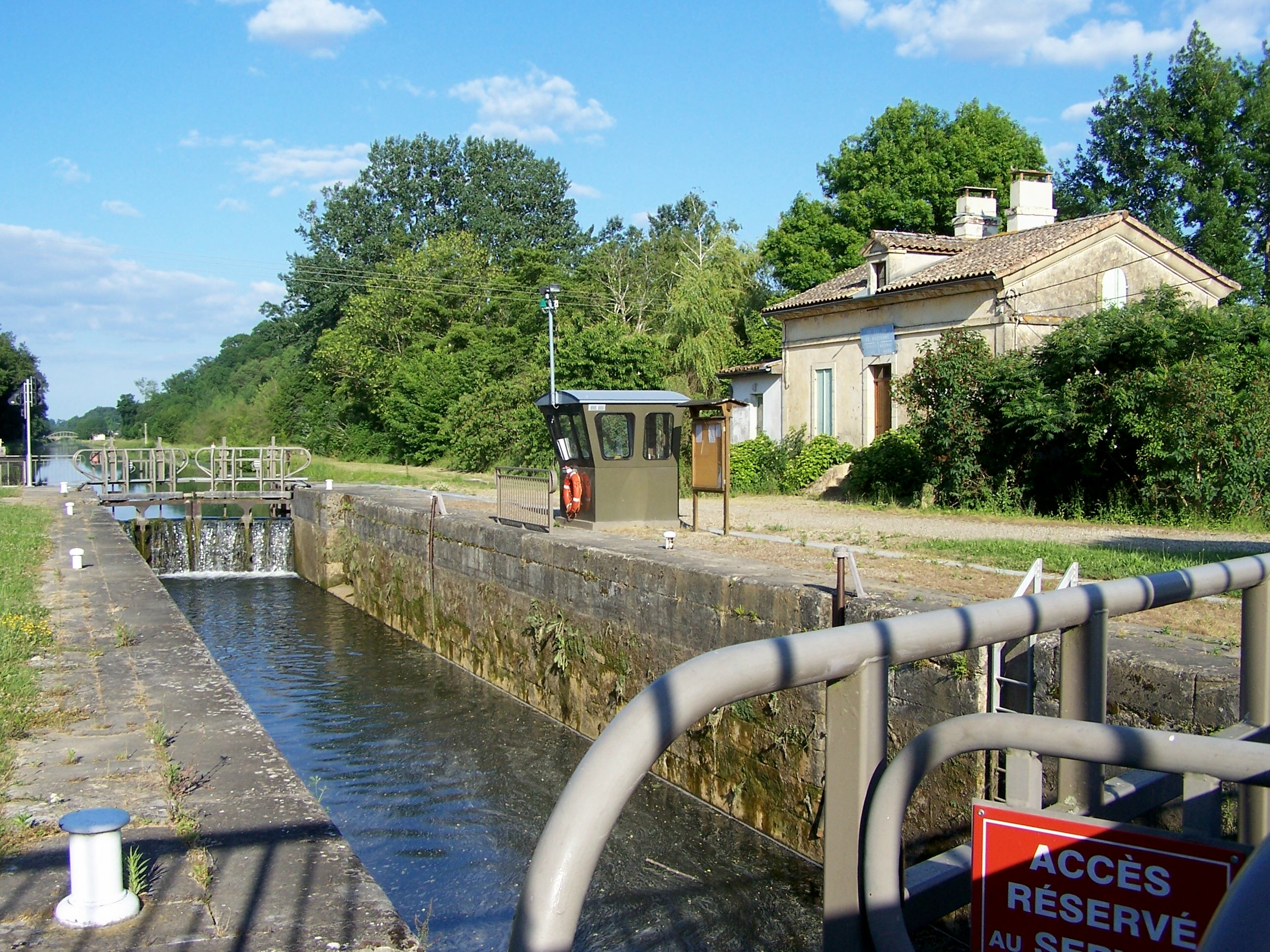
L'écluse vue du pont de Bassanne (juin 2009)
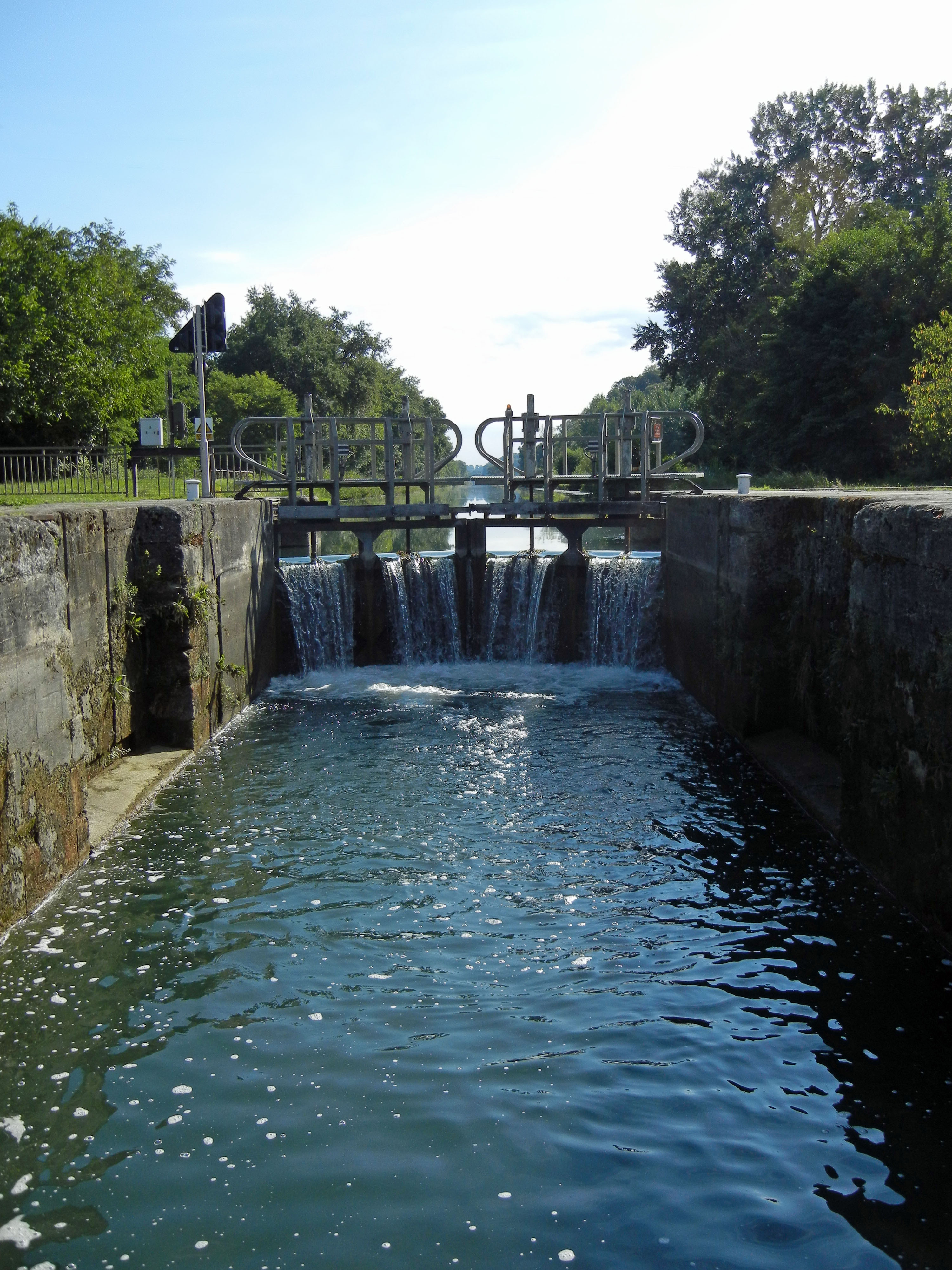
L'écluse no 50 (sept. 2013)
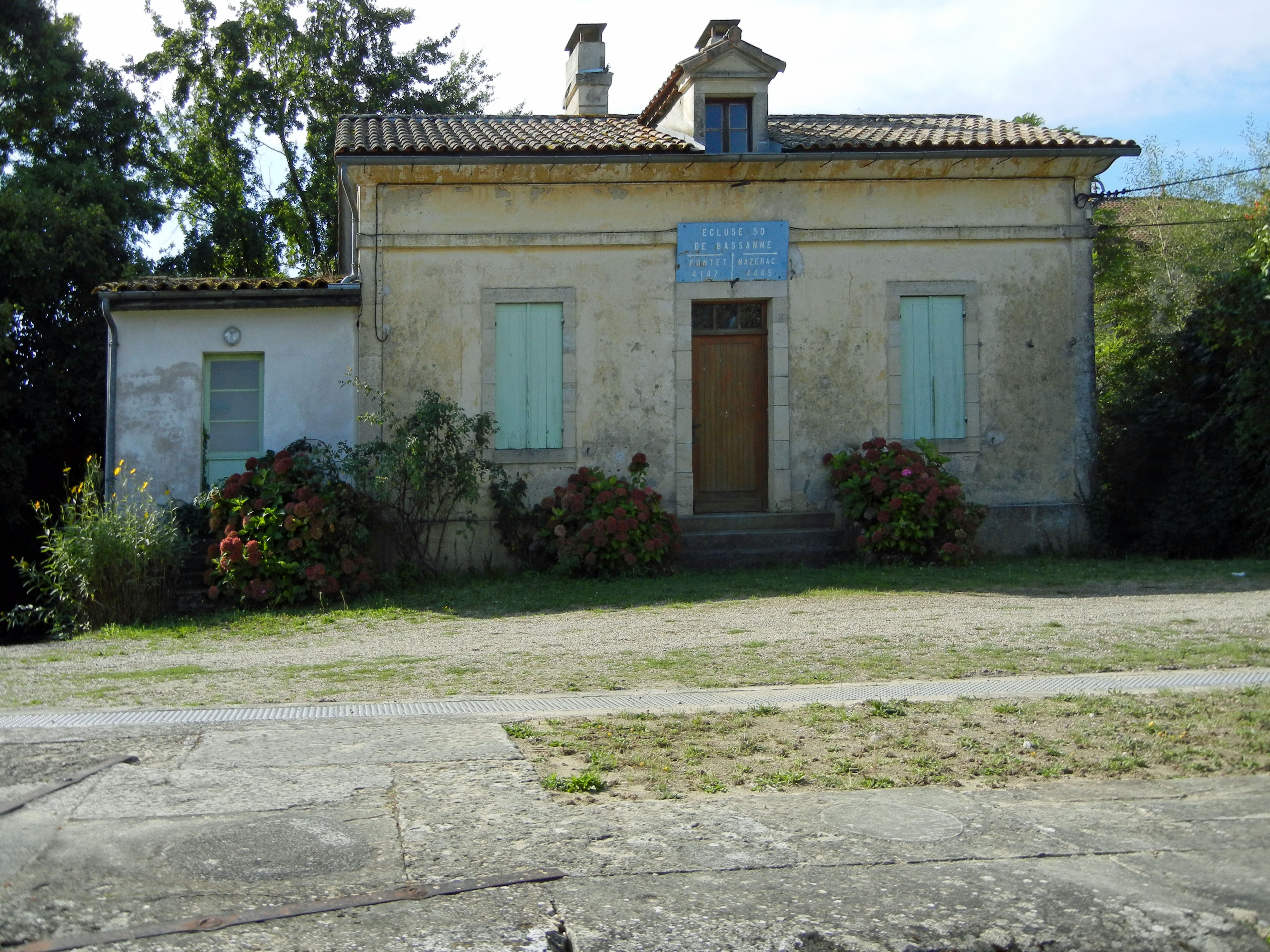
Maison d'éclusier (sept. 2013)
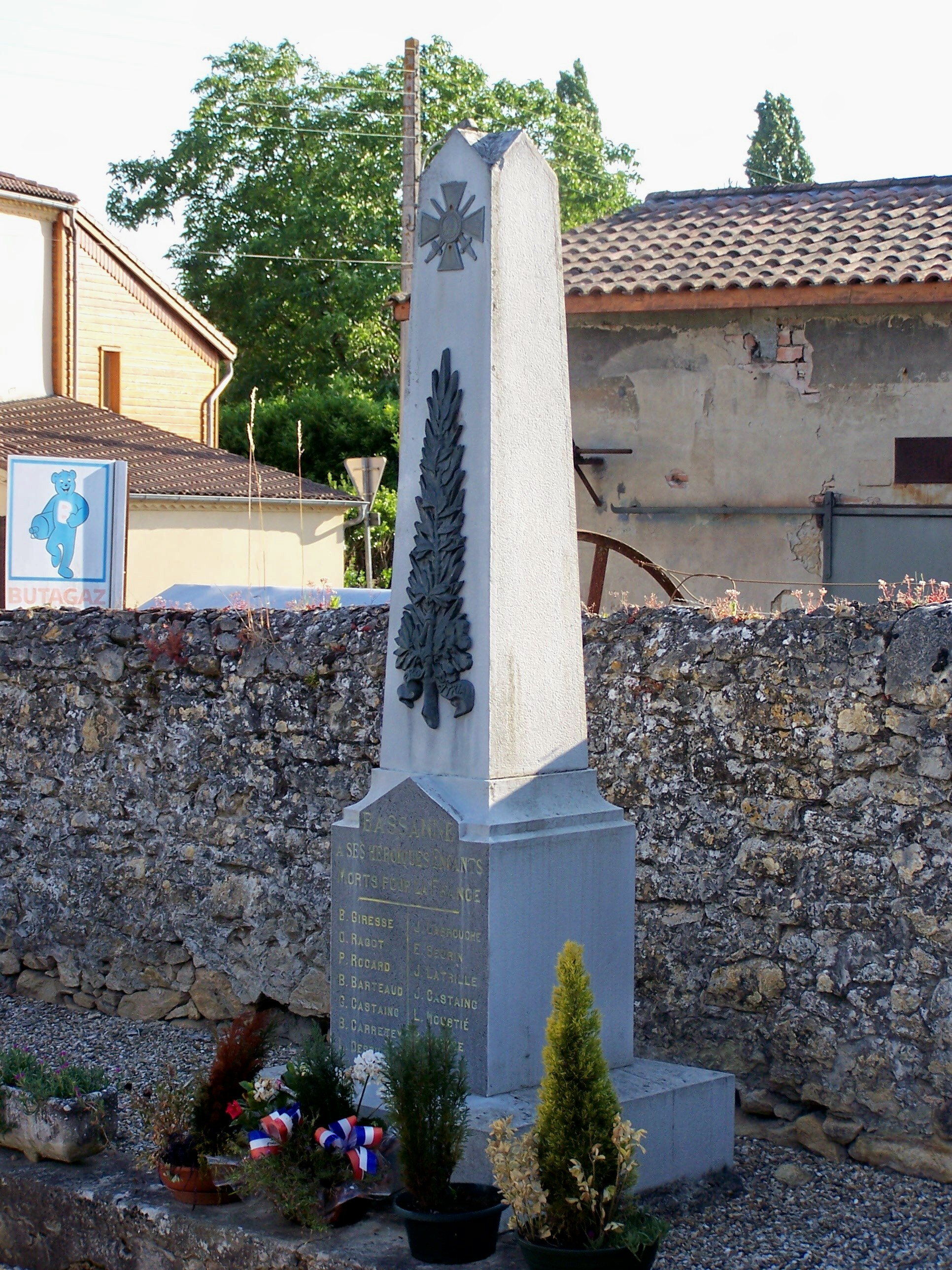
Le monument aux morts dans le cimetière (juin 2009)